# Cantón de Montluel
El cantón de Montluel (en francés canton de Montluel) era una división administrativa francesa del departamento de Ain, en la región de Ródano-Alpes.

## Composición
El cantón incluía nueve comunas:
- Balan
- Béligneux
- Bressolles
- Dagneux
- La Boisse
- Montluel
- Niévroz
- Pizay
- Sainte-Croix

## Supresión del cantón
En aplicación del decreto nº 2014-147 del 13 de febrero de 2014, el cantón de Montluel fue suprimido el 1 de abril de 2015 y de sus 9 comunas, siete pasaron a formar parte del cantón de Meximieux y dos del cantón de Miribel.